# کاروی تاکاچ
کاروی تاکاچ (انگلیسی: Károly Takács; ۲۱ ژانویهٔ ۱۹۱۰ – ۵ ژانویهٔ ۱۹۷۶) تیرانداز اهل مجارستان بود.
وی در مسابقات کشوری و بین‌المللی در مجموع برندهٔ ۲ مدال طلا شده‌است.